# Aristocapsa insignis
Aristocapsa insignis là một loài thực vật có hoa trong họ Rau răm. Loài này được (Curran) Reveal & Hardham mô tả khoa học đầu tiên năm 1989.